# Gesta principum Polonorum
Gesta principum Polonorum (poslovenjeno Dejanja poljskih knezov) je najstarejša znana srednjeveška kronika, ki dokumentira zgodovino Poljske od legendarnih časov do leta 1113. 
V srednjeveški latinščini jo je napisal neznan avtor, dogovorno imenovan Gallus Anonimus. Dokončana je bila med letoma 1112 in 1118. Obsežno besedilo se je ohranilo v treh kasnejših prepisih iz dveh virov. Avtorjevo ime Gallus pomeni Galec, kar pa ne pomeni, da je bil Francoz. Bil je tujec neznane narodnosti, ki je na Poljsko prišel iz Ogrske. Pisanje kronike je naročil tedanji poljski kralj Boleslav III. Krivousti. Avtor je bil za svoje delo verjetno nagrajen in ostal na Poljskem do svoje smrti. 
Knjiga je najstarejši znani pisni dokument o zgodovini Poljske. Ponuja edinstven pogled na splošno zgodovino Evrope in dopolnjuje tisto, kar so nam zapustili zahodno in južnoevropski zgodovinarji. Napisana je bila pred kroniko Gesta Danorum (Dejanja Dancev) in približno sto let pred  Chronica seu originale regum et principum Poloniae (Kronika ali izvor poljskih kraljev in knezov).
Najstarejši znani prepis dela je trenutno v Poljski narodni knjižnici v Varšavi.

## Naslov
Izvirni naslov dela ni jasen. V veliki začetnici Zamojskega kodeksa je stiliziran napis Cronica Polonorum, medtem ko se v istem rokopisu predgovor Prve knjige začne z Incipio Cronice et gesta ducum sive princeps Polonorum ([Tu] se začnejo kronike in dejanja poljskih vojvod ali knezov). Začetek Druge knjige ima naslov Liber Tertii Boleslaui (Knjiga Boleslava III.), Tretje knjiga pa Liber de Gestis Boleslaui III (Knjiga dejanj Boleslava III.). Naslovi seveda niso zanesljivi, ker so jih pogosto dodajali kasneje. Zadnji uredniki so dali kroniki naslov Gesta principum Polonorum (Dejanja poljskih knezov), da bi se razlikovala od kasnejše Chronica principum Poloniae (Kronika poljskih knezov).
Za avtorja velja, da je bil francoski menih, ki je živel na Poljskem med vladanjem Boleslava III.

## Datum
Na splošno velja, da je bila kronika napisana med letoma 1112 in 1117 ali 1118. Zadnji v kroniki opisan dogodek je Boleslavovo romanje v Székesfehérvár na Ogrskem, ki se je zgodilo leta 1112 ali 1113. Delo je bilo skoraj zagotovo dokončano pred uporom v Skarbimirju leta 1117–1118.

## Vsebina
Delo se začne z nagovorom in posvetilom Martinu, nadškofu Gniezna, in škofom poljskih dežel Simonu (škof v Polocku, ok. 1102-1129), Pavlu (škof v Poznanju, 1098–ok. 1112), Mooru (škofu v Krakovu, 1110–1118) in Ziroslavu (škof v Vroclavu, 1112–1120).
Razdeljeno je na tri knjige, osredotočene na rodoslovje, politiko in vojskovanje. Prva knjiga ima 31 poglavij in obravnava dejanja prednikov Boleslava III., začenši z legendarnim Pjastom Kolarjem, in njihove vojne proti sosednjim germanskim in slovanskim narodom, kot so Rusi, Čehi, Pomorjancii, Mazovčani in obskurni Selenčani. Avtor omenja, da Prva knjiga temelji na ustnem izročilu in je v veliki meri legendarna vse do vladavine Mješka I. Pripoved o vzponu Pjastov od kmetov do vladarjev je pogosta v zgodnjih slovanskih ljudskih mitih.
Druga knjiga ima 50 poglavij in opisuje življenje Boleslava III. od njegovega rojstva, njehova dejanja v fantovskih letih in vojne, ki sta jih vodila on sam in "grof palatin" Skarbimir proti Pomorjancem.
Tretja knjiga ima 26 poglavij. V njej se nadaljuje zgodba o vojnah Boleslava III. in Poljakov proti Pomorjancem, nemškemu cesarju Henriku V., Čehom in Prusom.

## Rokopisi
Gesta ni ohranjena v izvirniku, ampak v treh rokopisih iz dveh izročil. Codex Zamoyscianus in Codex Czartoryscianus predstavljata prvo in najstarejše dokumentirano izročilo, pri čemer slednji izhaja iz prvega. Kasnejši Heilsberški kodeks, ki vsebuje manj podrobnosti, je predstavnik drugega izročila.

### Codex Zamoiscianus
Codex Zamojscianus ali Zamojski kodeks je najstarejši znani prepis izvirnega dela. Napisan je bil v poznem 14. stoletju, verjetno v Krakovu med letoma 1380 in 1392. Do 15. stoletja je bil v lasti družine Łaski in nazadnje grofov Zamošča. Hrani ga Narodna knjižnica v Varšavi.

### Codex Czartoriscianus
Druga različica Geste je Codex Czartoryscianus ali Sjedzivojski kodeks. Napisan je bil med letoma 1434 in 1439 na osnovi Zamojskega kodeksa. Ker je dosleden prepis, je njegova uporabnost za rekonstruiranje izvirnega besedila omejena. Kodeks hrani Muzej Czartoryski v Krakovu.

### Heilsberški kodeks
Tretja različica izvirnika je tako imenovani Heilsberški kodeks. Napisan je bil med letoma 1469 in 1471 na osnovi starejše različice. Kodeks je bil od sredine 16. stoletja do 18. stoletja v nemško govorečem pruskem mestu Heilsberg (zdaj poljski Lidzbark Warmiński), po katerem je dobil ime.
Heilsberški kodeks je neodvisna priča izvirnega besedila. V njem je izpuščenih več poglavij, vključno s 27. in 28. poglavjem Prve knjige.  Hrani ga Narodna knjižnica v Varšavi.